# Baños de Molgas (kommunhuvudort)
Baños de Molgas är en kommunhuvudort i Spanien.   Den ligger i provinsen Provincia de Ourense och regionen Galicien, i den nordvästra delen av landet, 400 km nordväst om huvudstaden Madrid. Baños de Molgas ligger 514 meter över havet och antalet invånare är 1 992.
Terrängen runt Baños de Molgas är kuperad norrut, men söderut är den platt.Runt Baños de Molgas är det glesbefolkat, med 20 invånare per kvadratkilometer. Närmaste större samhälle är Ourense, 19,0 km nordväst om Baños de Molgas. 